# Maserati GranTurismo
Der Maserati GranTurismo ist ein viersitziges Coupé des italienischen Automobilherstellers Maserati, das zwischen 2007 und 2019 in Modena gebaut wurde bzw. Anfang 2023 in einer zweiten Generation in den Handel kam.
Der GranTurismo stellte einen Rekord für das am schnellsten entwickelte Auto in der Automobilindustrie auf und ging in nur neun Monaten vom Design bis zur Produktionsphase. Der Grund dafür war, dass der vorgeschlagene Ersatz für das Maserati Coupé so aussah, als sei er zu teuer, um von Maserati hergestellt zu werden, die Ferrari-Abteilung von Fiat Chrysler Automobiles jedoch ein kleines Auto in ihrer Produktpalette brauchte, und so wurde er stattdessen als Ferrari California eingeführt, so dass Maserati ohne ein Coupé in seiner Modellpalette blieb.

## 1. Generation (Tipo M145, 2007–2019)

### GranTurismo (2007–2019)
Ursprünglich als Nachfolger des Mitte 2007 eingestellten Maserati Coupé vorgestellt, ist der GranTurismo technisch ein Ableger der im September 2003 vorgestellten Limousine Maserati Quattroporte. Auf der IAA 2009 wurde die offene Version als Maserati GranCabrio vorgestellt, die ab Mai 2010 erhältlich war. Das Design der Karosserie und des Innenraums stammt von Pininfarina.
Der 4,2-Liter-Ferrari-V8-Motor entwickelt eine Leistung von 298 kW (405 PS) und verleiht dem Wagen ein Leistungsgewicht von 4,6 kg/PS. Statt des sequenziellen Getriebes des früheren Coupés in Transaxle-Anordnung hat der GranTurismo eine konventionell am Motor angeflanschte 6-Gang-Automatik von ZF. Der lange Radstand und die kurzen Überhänge ermöglichen im Innenraum Platz für vier vollwertige Sitzplätze.

### GranTurismo S (2008–2012)

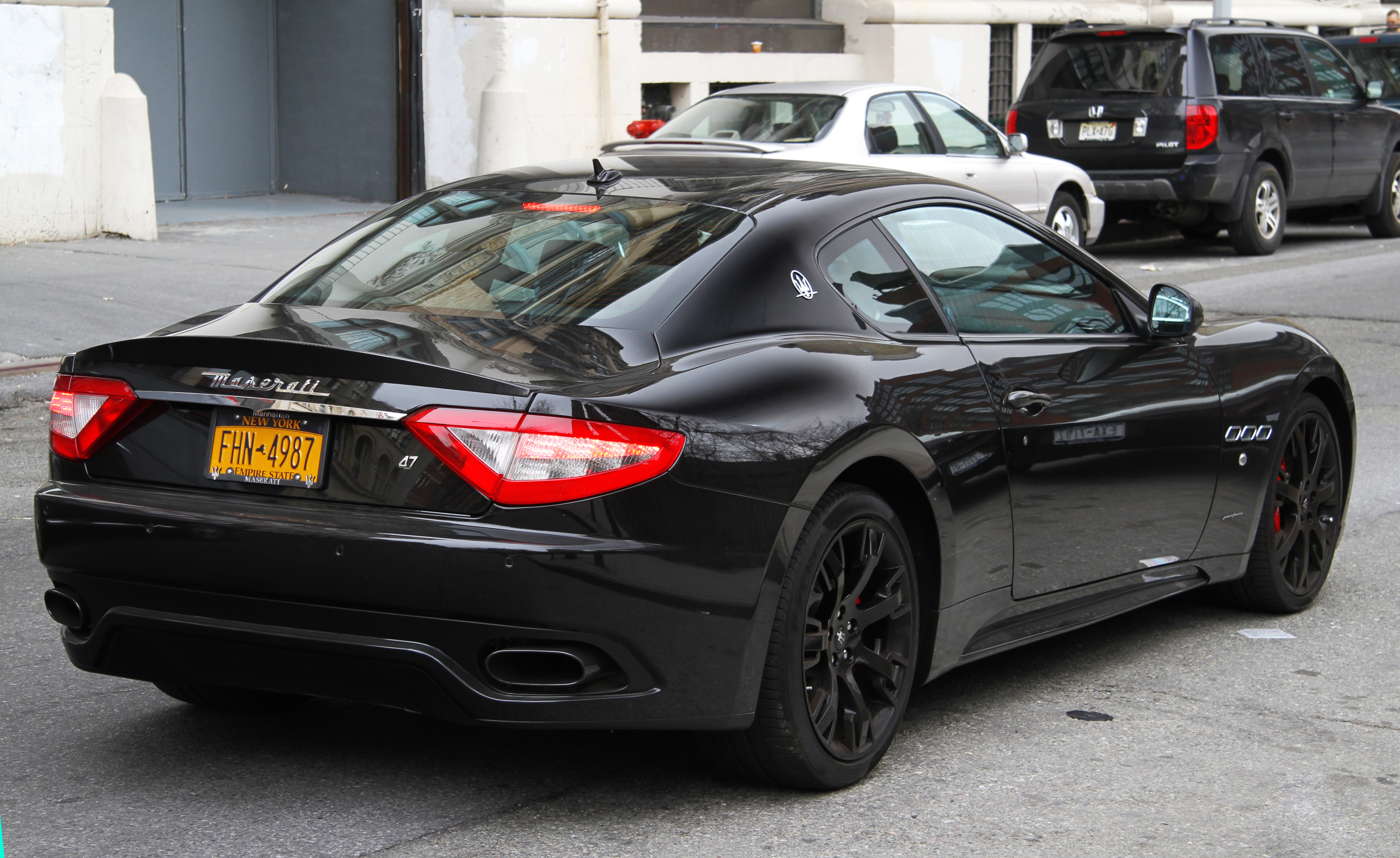
GranTurismo S, Heckansicht

Ab Sommer 2008 bot Maserati auch den GranTurismo S an. Er besitzt die schon im Alfa Romeo 8C Competizione eingesetzte 4,7-Liter-Version des von Ferrari entwickelten V8-Motors mit einer Leistung von 323 kW (440 PS). Dazu kommen beim S das sequenzielle Getriebe und kleinere Maßnahmen an Karosserie und Fahrwerk. Auch die Bremsen wurden der erhöhten Leistung angepasst.

### GranTurismo MC (2009–2010)
Der GranTurismo MC ist die Rennversion des GranTurismo S, die für die Teilnahme am FIA GT4 European Cup entwickelt wurde und auf dem Maserati MC-Konzept basiert. Das Auto enthielt einen 6-Punkt-Renngurt, 120-l-Kraftstofftank, Bremsscheiben mit einem Durchmesser von 380 mm vorne und 326 mm hinten mit 6-Kolben-Bremssätteln vorne und 4-Kolben-Bremssätteln hinten, 18-Zoll-Rennräder mit 305/645/18 Vorder- und 305/680/18 Hinterreifen, Karosserieteile aus kohlenstofffaserverstärktem Kunststoff (KfK) und Polycarbonat-Fenster sowie ein Renninterieur. Alle gewichtssparenden Maßnahmen senken das Gewicht auf etwa 1.361 kg. Das Auto hat den 4,7-Liter-V8-Motor aus dem GranTurismo S, der aber so abgestimmt ist, dass er maximal 331 kW (450 PS; 444hp) leistet. Der Schaltvorgang des Sechsgang-Schaltgetriebees ist automatisiert.
Der GranTurismo MC wurde auf dem Circuit Paul Ricard in Frankreich vorgestellt. Es wurde im Oktober 2009 über das Maserati Corse-Programm in den Handel gebracht. Es wurden 15 GranTurismo MC-Rennwagen entwickelt, die für den European Cup und die National Endurance Series homologiert wurden, von denen einer im Januar 2010 von der GT-Motorsportorganisation Cool Victory in Dubai eingesetzt wurde.

### GranTurismo MC Sport Line (2009–2019)
Die 2008 eingeführte GranTurismo MC Sport Line ist ein Anpassungsprogramm, das auf dem GranTurismo MC-Konzept basiert. Zu den Änderungen gehören vordere und hintere Spoiler aus KfK, Spiegelgehäuse und Türgriffe aus KfK, 20-Zoll-Räder, KfK-Innenraum (Lenkradkranz, Schaltwippen, Instrumententafel, Armaturenbrett, Türverkleidungen), steifere Feder, Stoßdämpfer und Stabilisatoren mit benutzerdefinierter Maserati Stability-Programme-Software und 10 mm (0,4 Zoll) geringere Höhe als GranTurismo S. Das Programm wurde ursprünglich nur für den GranTurismo S angeboten, wobei die Produktlinie 2009 auf alle GranTurismo-Varianten und schließlich auf alle Maserati-Fahrzeuge ausgeweitet wurde.

### GranTurismo MC Stradale (2011–2013)

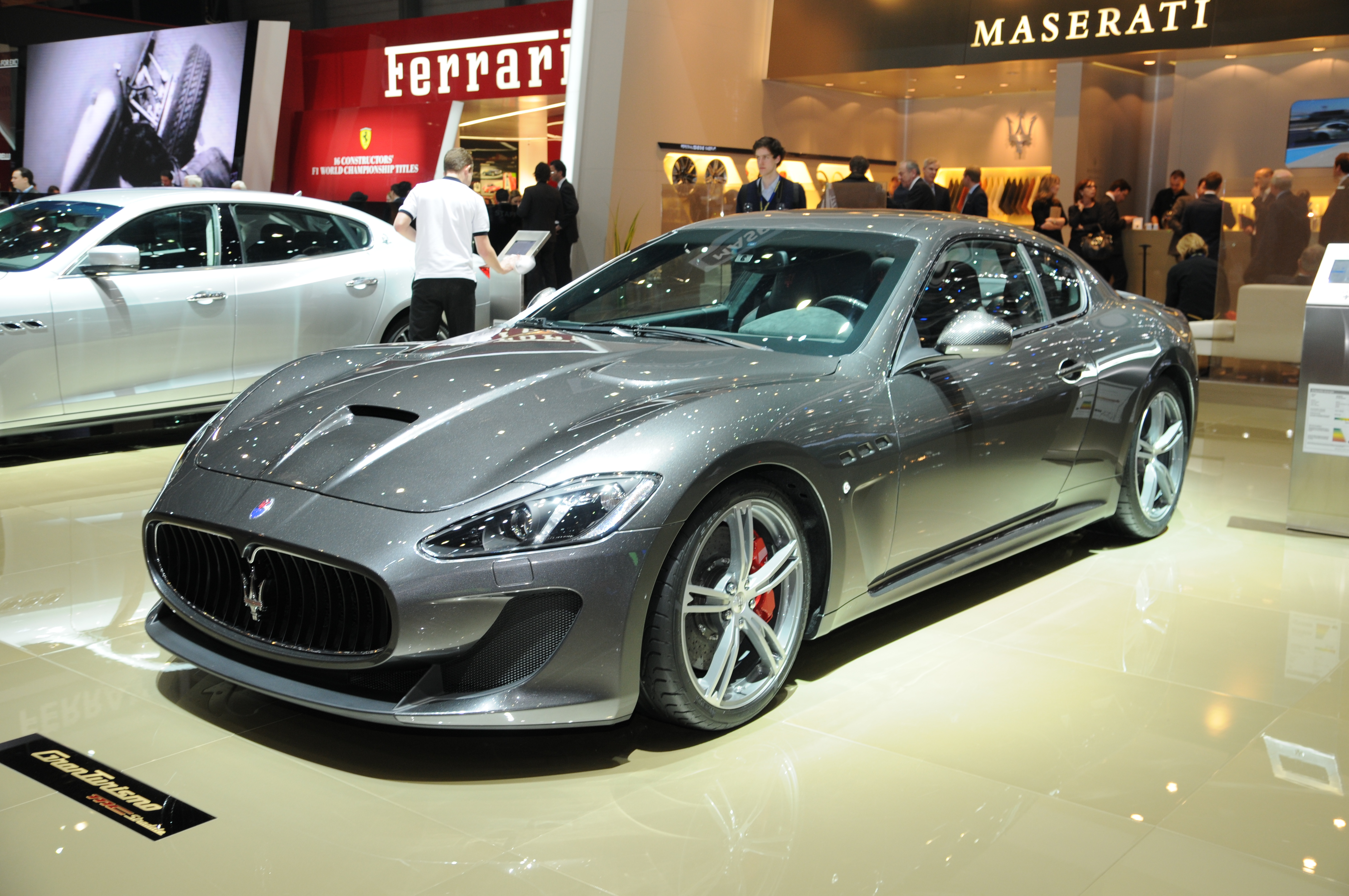
Maserati GranTurismo MC Stradale

Auf dem Genfer Auto-Salon wurde im März 2013 ein neuer GranTurismo MC Stradale vorgestellt. Neben dem 4,7-l-V8 hat er das automatisierte Sechsgang-Getriebe und wird im Werk in Modena produziert. Die Höchstgeschwindigkeit liegt bei 303 km/h.
Die Autozeitschrift Sport Auto erreichte mit dem MC Stradale eine Rundenzeit von 8:14 min auf der Nordschleife des Nürburgrings.

### GranTurismo Sport (2012–2019)

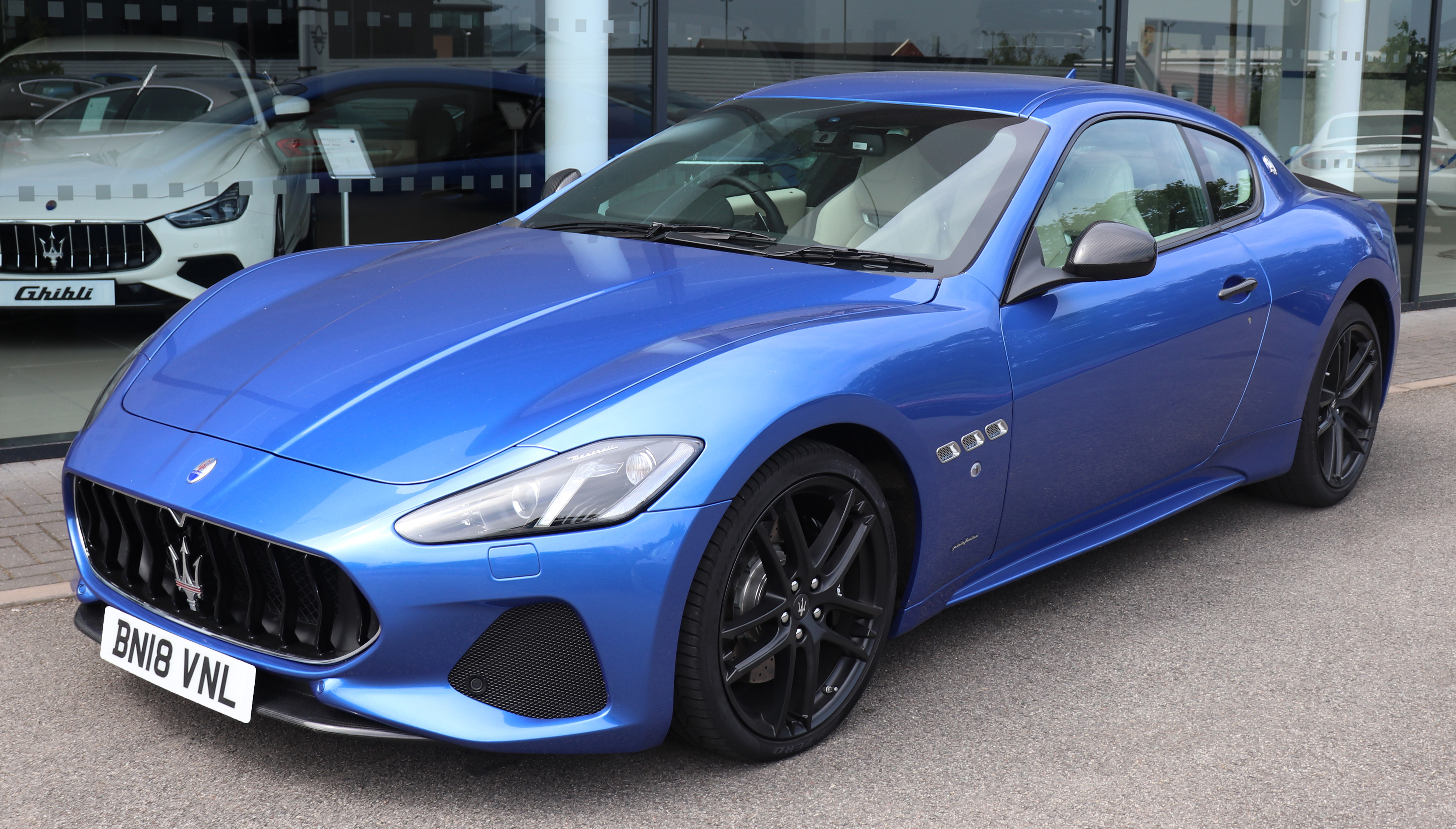
Maserati Gran Turismo Sport Modelljahr 2018

Der GranTurismo Sport ersetzte sowohl den GranTurismo S als auch den S Automatic und wurde im März 2012 auf dem Genfer Auto-Salon vorgestellt. Der überarbeitete 4,7-Liter-Motor leistet 338 kW (460 PS). Der Sport hat eine von MC Stradale inspirierte Frontschürze, neue Scheinwerfer und neue, sportlichere Lenkräder und Sitze. Das ZF-Sechsgang-Automatikgetriebe ist jetzt serienmäßig, während das automatisierte Sechsgang-Schaltgetriebe optional erhältlich ist. Letzteres wird über an der Lenksäule montierte Schaltwippen bedient, eine Funktion, die beim Automatikgetriebe optional ist. Neu gestalteter vorderer Stoßfänger und Luftspalter senken den Luftwiderstandsbeiwert (cw) von 0,33 bis 0,32.
Zum Modelljahr 2018 überarbeitete Maserati Ende 2017 die Frontpartie mit einem Kühlergrill in Form eines Sechsecks, in Anlehnung an die Designstudie Alfieri. Auch Front- und Heckschürze (nur beim Sport-Modell) wurden überarbeitet. Im Innenraum von GranTurismo und GranCabrio wurde ein neues Infotainmentsystem installiert, das jetzt über einen 8,4" großen Touchscreen bedient wird und zusätzlich über einen zweistufigen Drehregler bedient werden kann. Es unterstützt auch Apple CarPlay und AndroidAuto von Google, diese jedoch nur über eine Kabelverbindung zum USB-Port im Ablagefach der Armlehne und nicht drahtlos.
Alle vier erhältlichen Versionen (GranTurismo Sport, GranTurismo MC, GranCabrio Sport und GranCabrio MC) haben gleiche Motoren und nahezu gleiche Fahrleistungen. Die Cabrios erreichen durch den höheren Windwiderstand eine um 10 km/h geringere Endgeschwindigkeit (ca. 290 km/h).
Ab Februar/März 2018 nahm das Werk zunächst keine Bestellungen an, jedoch kam es Mitte 2018 zu einer neuen Auflage und Verlängerung der Bestellphase. Das letzte Modell wurde im November 2019 gebaut.
Das Mailänder Karosseriebauunternehmen Touring Superleggera stellte im März 2018 das Coupé Touring Sciàdipersia vor, das auf der Technik des GranTurismo beruht und an den historischen Sportwagen Maserati 5000 GT Scià di Persia erinnern soll. Ein Jahr später folgte die Cabrioletversion. Für beide Ausführungen ist eine Kleinserie von 10 bzw. 15 Fahrzeugen angekündigt.

### Technische Daten
| Kenngrößen                                  | GranTurismo                  | GranTurismo S                              | GranTurismo Sport                      | GranTurismo Sport            | GranTurismo MC Stradale      | GranTurismo MC Stradale      | GranTurismo MC               |
| ------------------------------------------- | ---------------------------- | ------------------------------------------ | -------------------------------------- | ---------------------------- | ---------------------------- | ---------------------------- | ---------------------------- |
| Bauzeitraum                                 | 2007–2017                    | 2008–2012 (2009–2012)                      | 2012–2017                              | 2017–2019                    | 2011–2012                    | 2012–2017                    | 2017–2019                    |
| Motorkenndaten                              |                              |                                            |                                        |                              |                              |                              |                              |
| Motortyp                                    | V8-Ottomotor                 | V8-Ottomotor                               | V8-Ottomotor                           | V8-Ottomotor                 | V8-Ottomotor                 | V8-Ottomotor                 | V8-Ottomotor                 |
| Gemischaufbereitung                         | Saugrohreinspritzung         | Saugrohreinspritzung                       | Saugrohreinspritzung                   | Saugrohreinspritzung         | Saugrohreinspritzung         | Saugrohreinspritzung         | Saugrohreinspritzung         |
| Motoraufladung                              | —                            | —                                          | —                                      | —                            | —                            | —                            | —                            |
| Hubraum                                     | 4244 cm³                     | 4691 cm³                                   | 4691 cm³                               | 4691 cm³                     | 4691 cm³                     | 4691 cm³                     | 4691 cm³                     |
| max. Leistung                               | 298 kW (405 PS) bei 7100/min | 323 kW (440 PS) bei 7000/min               | 338 kW (460 PS) bei 7000/min           | 338 kW (460 PS) bei 7000/min | 331 kW (450 PS) bei 7000/min | 338 kW (460 PS) bei 7000/min | 338 kW (460 PS) bei 7000/min |
| max. Drehmoment                             | 460 Nm bei 4750/min          | 490 Nm bei 4750/min                        | 520 Nm bei 4750/min                    | 520 Nm bei 4750/min          | 510 Nm bei 4750/min          | 520 Nm bei 4750/min          | 520 Nm bei 4750/min          |
| Kraftübertragung                            |                              |                                            |                                        |                              |                              |                              |                              |
| Antrieb, serienmäßig                        | Hinterradantrieb             | Hinterradantrieb                           | Hinterradantrieb                       | Hinterradantrieb             | Hinterradantrieb             | Hinterradantrieb             | Hinterradantrieb             |
| Getriebe, serienmäßig (optional)            | 6-Gang-Automatikgetriebe     | 6-Gang-MC-Shift (6-Gang-Automatikgetriebe) | 6-Gang-MC-Shift (6-Gang-MC-Auto-Shift) | 6-Gang-MC-Auto-Shift         | 6-Gang-MC-Auto-Shift         | 6-Gang-MC-Auto-Shift         | 6-Gang-MC-Auto-Shift         |
| Messwerte                                   |                              |                                            |                                        |                              |                              |                              |                              |
| Höchstgeschwindigkeit                       | 285 km/h                     | 295 km/h (295 km/h)                        | 300 km/h (298 km/h)                    | 299 km/h                     | 301 km/h                     | 303 km/h                     | 301 km/h                     |
| Beschleunigung, 0–100 km/h                  | 5,2 s                        | 4,9 s (5,0 s)                              | 4,7 s (4,8 s)                          | 4,8 s                        | 4,6 s                        | 4,5 s                        | 4,7 s                        |
| Kraftstoffverbrauch auf 100 km (kombiniert) | 14,3 l Super                 | 16,4 l Super (15,2 l Super)                | 15,5 l Super (14,3 l Super)            | 14,3 l Super                 | 14,5 l Super                 | 14,4 l Super                 | 14,3 l Super                 |
| CO2-Emission (kombiniert)                   | 330 g/km                     | 385 g/km (354 g/km)                        | 360 g/km (331 g/km)                    | 331 g/km                     | 339 g/km                     | 337 g/km                     | 331 g/km                     |
| Abgasnorm nach EU-Klassifikation            | Euro 5                       | Euro 5                                     | Euro 5                                 | Euro 6                       | Euro 5                       | Euro 5                       | Euro 6                       |

### Zulassungszahlen
Zwischen 2007 und 2020 sind in der Bundesrepublik Deutschland insgesamt 1.586 Maserati GranTurismo neu zugelassen worden. Mit 344 Einheiten war 2008 das erfolgreichste Verkaufsjahr.
|  |

|  |

|  |

|  |

|  |

|  |

|  |

|  |

|  |

|  |

|  |

|  |

|  |

|  |

|  |

|  |

|  |

|  |

|  |

|  |

|  |

|  |

|  |

|  |

|  |

|  |

|  |

|  |

|  |

|  |

|  |

|  |

|  |

|  |

|  |

|  |

|  |

|  |

|  |

|  |

|  |

|  |

|  |

|  |

|  |

|  |

|  |

|  |

|  |

|  |

|  |

|  |

|  |

|  |

|  |

|  |

|  |

|  |

|  |

|  |

|  |

|  |

|  |

|  |

|  |

|  |

|  |

|  |

|  |

|  |

|  |

|  |

|  |

|  |

|  |

|  |

|  |

|  |

|  |

|  |

|  |

|  |

|  |

|  |

|  |

|  |

|  |

|  |

|  |

|  |

|  |

|  |

|  |

|  |

|  |

|  |

|  |

|  |

|  |

|  |

|  |

|  |

|  |

|  |

|  |

|  |

|  |

|  |

|  |

|  |

|  |

|  |

|  |

|  |

|  |

|  |

|  |

|  |

|  |

|  |

|  |

|  |

|  |

|  |

|  |

|  |

|  |

|  |

|  |

|  |

|  |

|  |

|  |

|  |

|  |

|  |

|  |

|  |

|  |

|  |

|  |

|  |

|  |

|  |

|  |

|  |

|  |

|  |

|  |

|  |

|  |

|  |

|  |

|  |

|  |

|  |

|  |

|  |

|  |

|  |

|  |

|  |

|  |

|  |

|  |

|  |

|  |

|  |

|  |

|  |

|  |

|  |

|  |

|  |

|  |

|  |

|  |

|  |

|  |

|  |

|  |

|  |

|  |

|  |

|  |

|  |

|  |

|  |

|  |

|  |

|  |

|  |

|  |

|  |

|  |

|  |

|  |

|  |

|  |

|  |

|  |

|  |

|  |

|  |

|  |

|  |

|  |

|  |

|  |

|  |

|  |

|  |

|  |

|  |

|  |

|  |

|  |

|  |

|  |

|  |

|  |

|  |

|  |

|  |

|  | Coupé (1.586) |

|  | Coupé (1.586) |

## 2. Generation (Tipo M189, seit 2023)

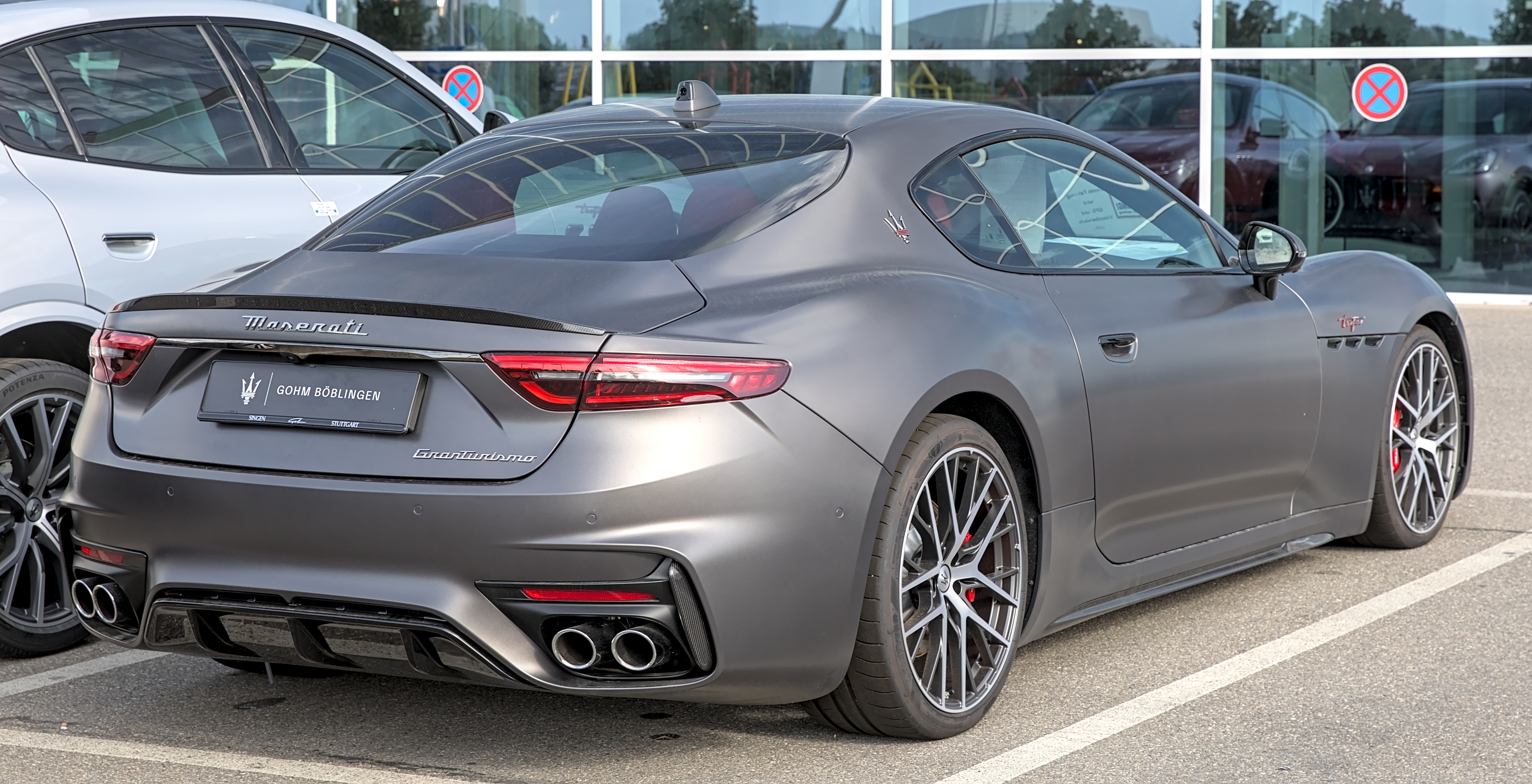
Heckansicht

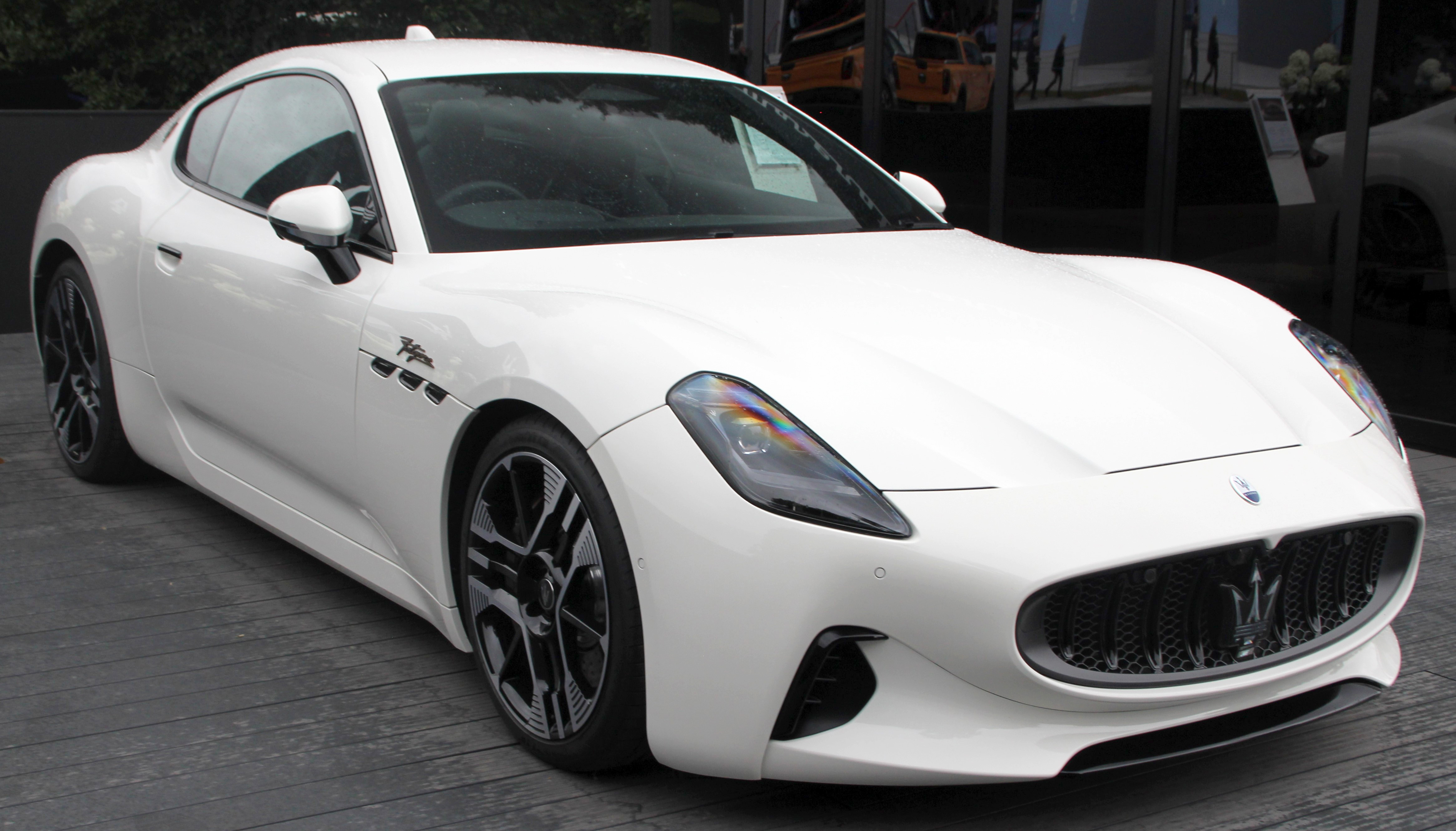
Maserati GranTurismo Folgore (seit 2023)

Im Oktober 2022 wurde die zweite Generation des GranTurismo in Modena präsentiert. Die Markteinführung erfolgte im Januar 2023. Ein neues GranCabrio wurde im Februar 2024 vorgestellt. Die Baureihe basiert auf der weiterentwickelten Giorgio-Plattform.
Es werden zwei Varianten mit einem Verbrennungsmotor, dem Nettuno (italienisch für Neptun) genannten V6-Ottomotor aus dem Maserati MC20, als auch eine mit Elektroantrieb mit der Bezeichnung Folgore (italienisch für Blitz(schlag)) angeboten. Damit ist der GranTurismo der zweiten Generation das erste Elektroauto in der Geschichte von Maserati. Die stärkste Leistungsstufe des Nettuno mit 463 kW (630 PS) wird weiterhin nur im MC20 verfügbar sein.

### Technik
Für mehr Agilität, bessere Gewichtsverteilung und einen niedrigeren Schwerpunkt wurde der Motor so tief wie möglich und in einer Front-Mittelmotor-Anordnung hinter der Vorderachse eingebaut. Bei allen Varianten hat das Fahrwerk vorne eine Doppelquerlenkerachse mit halbvirtueller Lenkachse und hinten eine Mehrlenkerachse. Serienmäßig gibt es eine Luftfederung mit adaptiven Dämpfern, die für mehr Komfort beim Überfahren von Hindernissen oder größeren Unebenheiten das Fahrzeug um 25 mm anheben kann. Ab 50 km/h wird das Fahrzeug automatisch wieder in seine Normalhöhe abgefahren. Beim GranTurismo werden leichte Materialien verwendet wie Aluminium oder Magnesium und das Fahrzeug besteht zu über 65 % aus Aluminium. Die Rahmen der Sitze bestehen aus Titan. Bei der Variante Folgore werden im Innenraum auch recyclebare Materialien verwendet.

### GranTurismo Modena & Trofeo
Bei den Varianten Modena und Trofeo hat Maserati den GranTurismo mit einem Verbrennungsmotor ausgestattet. Der aus dem MC20 bekannten V6-Biturbo (Nettuno) wird in zwei Leistungsstufen angeboten. Beim Modena mit 361 kW (490 PS) und beim Trofeo mit 404 kW (550 PS). Im Gegensatz zum MC20 ist der Motor hier nicht an einem Doppelkupplungsgetriebe gebunden, sondern an einer 8-Gang-Automatik von ZF. Auch verfügt der Motor beim GranTurismo über eine Nasssumpfschmierung statt einer Trockensumpfschmierung wie beim MC20. Die Gewichtsverteilung beträgt bei diesen Varianten 52:48 zwischen vorn und hinten. Modena und Trofeo haben einen cw-Wert von 0,28. Beim Modena wird die Höchstgeschwindigkeit mit 302 km/h angegeben und beim Trofeo mit 320 km/h.

### GranTurismo Folgore
Mit der Variante Folgore veröffentlicht Maserati sein erstes Elektroauto. Es kommen drei Elektromotoren zum Einsatz, davon einer an der Vorderachse und zwei an der Hinterachse, die zusammen eine Systemleistung von 560 kW (761 PS) und 1350 Nm Drehmoment erreichen. Über eine Boost-Funktion sind zeitweise 610 kW (829 PS) möglich. Dank der 800V-Technologie, die mit technischen Lösungen aus der Formel E entwickelt wurde, kann man mit bis zu 270 kW laden, womit man alle fünf Minuten 100 km Reichweite erhält, die Maserati mit 450 km laut WLTP angibt. Bei dieser Variante beträgt die Gewichtsverteilung exakt 50:50 zwischen vorn und hinten. Die Elektrovariante hat einen cw-Wert von 0,26 und die Höchstgeschwindigkeit wird mit 325 km/h angegeben.

### Technische Daten
|                                                       | GranTurismo Modena              | GranTurismo Trofeo              | GranTurismo Folgore               |
| Bauzeitraum                                           | seit 01/2023                    | seit 01/2023                    | seit 12/2023                      |
| Motorkenndaten                                        |                                 |                                 |                                   |
| Motortyp                                              | V6-Ottomotor                    | V6-Ottomotor                    | 3 Permanentmagnet-Synchronmotoren |
| Motoraufladung                                        | Biturbo                         | Biturbo                         | —                                 |
| Motorbezeichnung                                      | Nettuno                         | Nettuno                         | —                                 |
| Hubraum                                               | 2992 cm³                        | 2992 cm³                        | —                                 |
| Verdichtungsverhältnis                                | 11 : 1                          | 11 : 1                          | —                                 |
| max. Leistung bei min−1                               | 361 kW (490 PS) / 6500          | 404 kW (550 PS) / 6500          | 560 kW (761 PS) (1)               |
| max. Drehmoment bei min−1                             | 600 Nm / 3000                   | 650 Nm / 3000                   | 1350 Nm                           |
| Kraftübertragung                                      |                                 |                                 |                                   |
| Antrieb                                               | Allradantrieb                   | Allradantrieb                   | Allradantrieb                     |
| Getriebe                                              | 8-Gang-Automatikgetriebe ZF 8HP | 8-Gang-Automatikgetriebe ZF 8HP | —                                 |
| Messwerte                                             |                                 |                                 |                                   |
| Höchstgeschwindigkeit                                 | 302 km/h                        | 320 km/h                        | 325 km/h                          |
| Beschleunigung, 0–100 km/h                            | 3,9 s                           | 3,5 s                           | 2,7 s                             |
| Beschleunigung, 0–200 km/h                            | 13,0 s                          | 11,4 s                          | 8,8 s                             |
| Leergewicht                                           | 1795 kg                         | 1795 kg                         | 2260 kg                           |
| Kraftstoff-/ Energieverbrauch auf 100 km (kombiniert) | 10,2 l Super                    | 10,2 l Super                    | 22,1 kWh                          |
| CO2-Emissionen (kombiniert)                           | 230 g/km                        | 230 g/km                        | —                                 |
| Tankinhalt                                            | 70 l                            | 70 l                            | —                                 |
| Antriebsbatterie-Nennenergieinhalt                    | —                               | —                               | 92,5 kWh (brutto) 83 kWh (netto)  |
| Elektrische Reichweite                                | —                               | —                               | 455 km                            |
| Abgasnorm                                             | Euro 6d                         | Euro 6d                         | —                                 |

### Zulassungszahlen in Deutschland
Seit dem Marktstart 2023 bis einschließlich Dezember 2024 wurden in der Bundesrepublik Deutschland insgesamt 93 Maserati GranTurismo und GranCabrio zugelassen. Davon hatten alle Fahrzeuge einen Ottomotor mit Allradantrieb, vorbehaltlich statistischer Unsicherheit von einigen wenigen BEV-Zulassungen. Auch die Zahl der darin enthaltenen GranCabrio-Zulassungen wurde wegen statistischer Unsicherheit nicht veröffentlicht.
| 41 \| \| |
|          |

|  |

| 41 \| \| |
|          |

|  |

| 52 \| \| |
|          |

|  |

| 52 \| \| |
|          |

|  |

| 41 \| \| |
|          |

|  |

| 41 \| \| |
|          |

|  |

| 52 \| \| |
|          |

|  |

| 52 \| \| |
|          |

|  |

| 41 \| \| |
|          |

|  |

| 41 \| \| |
|          |

|  |

| 52 \| \| |
|          |

|  |

| 52 \| \| |
|          |

|  |

| 41 \| \| |
|          |

|  |

| 41 \| \| |
|          |

|  |

| 52 \| \| |
|          |

|  |

| 52 \| \| |
|          |

|  |

|  | Benziner (93) |

|  | Benziner (93) |